# Ohoyo Osh Chisba
Ohoyo Osh Chisba (Ohoyo Chishba Osh; Unknown Woman) Nepoznata žena je mitološka figura koja je donijela kukuruz narodu Choctaw. Njezino Choctaw ime, Ohoyo Chishba Osh, znači "žena koja se proteže daleko unatrag", drugim riječima Davna ili Nepoznata žena.